# Корабль пятого ранга

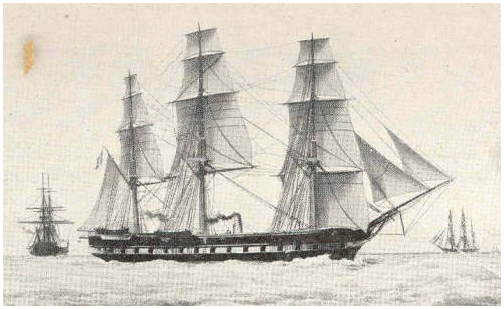
Французский винтовой фрегат Pomone, 1845 год.

Корабль пятого ранга — в эпоху парусных кораблей, непригодный к эскадренному бою в линии баталии. В конце XVIII — начале XIX века — 32-44 пушечный парусный фрегат водоизмещением 650—1450 т. В британской системе рангов назывался англ. Fifth Rate.

## Происхождение (XVII век)

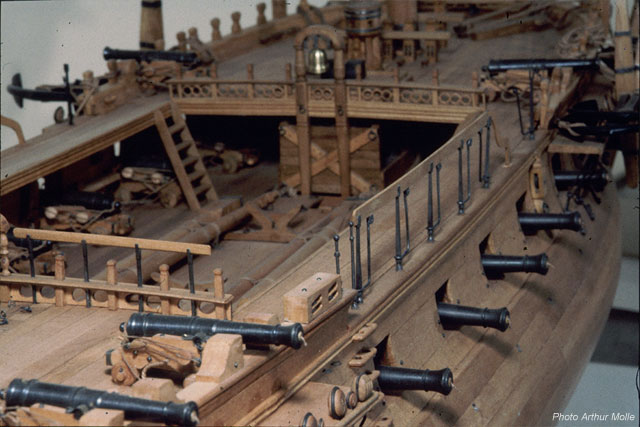
Модель фрегата Belle Poule (1765). Хорошо виден вырез в палубе

Введение пятого (и шестого) ранга в середине XVII века прямо связано с появлением фрегатов. Этот исходно французский тип, тогда ещё не устоявшийся, однако имел два основных признака: был слишком слаб, чтобы сражаться наравне с линейными кораблями, но достаточно быстр для разведки и дозора, самостоятельного крейсерства, или связной и посыльной службы. Мэхэн утверждает, что уже при Бичи-Хед у Турвиля имелись фрегаты, но об их облике и вооружении известно мало.
Первым «истинным» фрегатом считается 26-пушечная французская Médée (1741), спроектированная и построенная в Бресте Блезом Оливье (фр. Blaise Ollivier). Уже в 1744 году она была захвачена англичанами, но после снятия чертежей была продана частному владельцу. Она имела все признаки классического фрегата: три мачты с прямым вооружением, одну батарейную палубу, невооружённый орлоп-дек, лёгкие пушки на шканцах и баке.
Как только фрегаты появились у французов, их оценили и другие страны. Англия немедленно приступила к их строительству. Появившаяся в 1677 британская система рангов определяет 5-й ранг как корабли с одной батарейной палубой в 26-30 пушек калибром 6 или 9 фунтов. При этом единственная батарейная палуба (дек), подобно опердеку линейного корабля, не была полностью закрытой: в носу и корме она перекрывалась полностью, но на шкафуте имелся вырез — шлюпочный колодец (англ. well deck), а по бортам над пушками помосты (англ. gangways). На них (и на баке и шканцах) могло быть вспомогательное вооружение: пушки меньшего калибра, а с 1780-х годов карронады.
В таком виде фрегат существовал до 1810-х годов, когда американские (и одновременно французские) кораблестроители ввели сплошную верхнюю палубу.

## Век паруса (1756—1815)

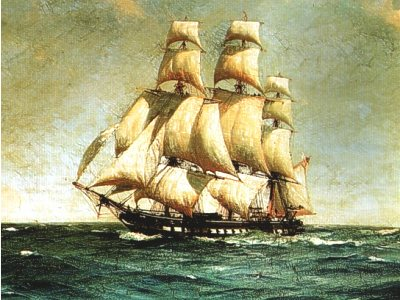
HMS Lutine (32), 1799

На рубеже XVIII-XIX веков к пятому рангу относились три типа фрегатов: 32-пушечный, 36-пушечный, и 38-пушечный. Во время Англо-американской войны 1812 года к ним добавился 44-пушечный. Поскольку номинальное число пушек корабля могло меняться в ходе службы, полуофициальным методом оценки боевой мощи был ещё калибр главного вооружения. Например, говорили «9-фунтовый» или «12-фунтовый» фрегат.
К этому времени тип фрегата имел сложившиеся признаки: одну батарейную палубу, легкое вооружение на баке и шканцах, и невооружённую нижнюю палубу (в британском флоте называлась орлоп, в американском коечная палуба — англ. berth deck). Эта последняя была важна потому, что давала высокий свободный от пушечных портов борт (около 7 футов), а значит, возможность применять главную батарею при любой погоде. Немало столкновений с линейными кораблями закончились благодаря этому вничью, а в некоторых случаях и победой, как в зимний шторм 1797 г, когда 38-пушечный HMS Indefatigable довёл до полного ничтожества 74-пушечный Droits de l’Homme, который не мог открыть нижние порты.

### 12-фунтовый фрегат
| Год  | В строю | В ремонте или в резерве |
| ---- | ------- | ----------------------- |
| 1793 | 21      | 23                      |
| 1797 | 50      | 9                       |
| 1799 | 45      | 13                      |
| 1801 | 43      | 1                       |
| 1804 | 22      | 11                      |
| 1808 | 35      | 8                       |
| 1810 | 32      | 3                       |
| 1812 | 20      | 5                       |
| 1814 | 11      | 0                       |

Во французском флоте появление 12-фунтового фрегата следует почти сразу за появлением 8-фунтового. Корабль-прототип Hermione был спущен на воду в 1748 г. В Британии 12-фн фрегат был принят с началом Семилетней войны в 1756, и появился в 32-пушечном и 36-пушечном вариантах. Тот и другой имели по двадцать шесть 12-фн пушек, но вспомогательное вооружение было шесть и десять 6-фн пушек соответственно. Новые корабли считались заменой прежних 44-пушечных двухдечных но, имея только один дек, в глазах некоторых были слишком дороги по критерию огневой мощи к водоизмещению. В результате были заказаны только три 12-фн 36-пушечных корабля (класс Pallas), а водоизмещение 32-пушечных сохранялось на уровне 700 тонн в течение всех 30 лет, что они строились. Превосходные для своего времени корабли, они в большинстве служили подолгу. Например, самый первый 32-пушечный, HMS Southampton, ходил с 1757 года до крушения в 1812.
Для британского Адмиралтейства самой важной характеристикой крейсерских единиц, чуть ли не важнее чем для линейных, была численность. Фрегатов всегда не хватало, и более склонные к драматизму адмиралы утверждали, что сойдут в могилу с эпитафией «мало фрегатов». Политика уменьшения размеров имела стратегический смысл, так как давала максимальное число кораблей при заданном бюджете. Однако смысл сохранялся только в условиях господства Британии на морях, когда она не была вынуждена к обороне — на уровне флота, эскадры и даже отдельного корабля. Но ситуация была иной во время Американской революционной войны. Тогда Британия уступила морское превосходство общим силам Франции, Голландии и Американских колоний. Обретённая французами уверенность в себе сделала их 12-фн фрегаты в 900 тонн и более серьёзнейшим противником, который грозил полностью подавить небольшие английские фрегаты.

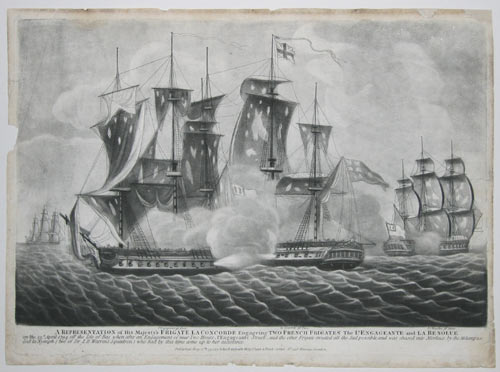
HMS La Concorde против двух французских фрегатов L’Engageante и La Résolue, 23 апреля 1794. Название британского корабля указывает, что это приз, тоже взятый у французов

Война заставила Адмиралтейство пересмотреть свои взгляды, и быстро ввести три новшества. Первым, пожалуй самым важным, была обшивка медью, опробованная в 1761 на 32-пушечном HMS Alarm. В ходе войны медью обшили весь крейсерский флот. Благодаря этому увеличилось время в море без докования, а по сути — умножилось число кораблей, доступных в каждый момент. Кроме того, это сделало их быстрее, и значит боеспособнее. Вторым новшеством была карронада. Хотя и с меньшей дальнобойностью, она обладала бо́льшим весом снаряда при том же весе орудия. Она была идеальна для фрегатов, у которых большие участки надстроек были не вооружены, так как позволяла увеличить вес залпа почти без потерь в числе длинноствольных пушек. Дополнительная огневая мощь во многом восстановила утерянный было баланс между французами с испанцами с одной стороны, и англичанами с другой.
Третьим новшеством стал качественный скачок, возникший с появлением 18-фн фрегатов. Несмотря на упорство сторонников 44-пушечных двухдечных кораблей, к 1783 году 18-фн фрегат занял прочное место в составе флота, и с тех пор новых заказов на 12-фунтовые не было. Но оставались несколько затянутых программ от прошлого, а 18-фн фрегаты были ещё редки, так что 12-фн доминировали в списках флота до конца Французских революционных войн.
Огромное большинство пополнений среди 12-фн фрегатов были призами. Некоторые, французского или испанского происхождения, по размерам соответствовали британским 18-фн. С началом войны французы строили мало таких кораблей. Одной из последних была Chiffonne, спущенная в 1795 году в Нанте. Несколько построили и в Англии, но новых проектов не было: 32-пушечные корабли класса Thames были повторением HMS Richmond 1756 года. Восемь были заказаны администрацией Сент-Винсента в 1804, один позже отменён. А построенные из сосны HMS Shannon и HMS Madison исходно задумывались как 18-фунтовые, но по ходу постройки были понижены в классе. К 1790-м годам 18-фн калибр стал нормой.

### 18-фунтовый фрегат
18-фунтовые фрегаты появились в 1778 году, когда традиционное численное превосходство Королевского флота было под угрозой. Они стали попыткой компенсировать количественный недостаток за счёт высокой огневой мощи отдельного корабля. HMS Minerva была родоначальницей типа 38-пушечных фрегатов, а HMS Flora и HMS Perseverance 36-пушечных. Они были очень сильны в роли крейсеров, и короткое время не имели эквивалента в других флотах.

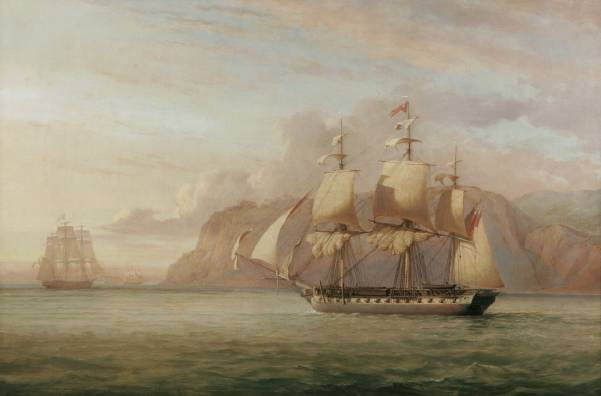
HMS Amelia (38), 1796

Как и многие британские корабли того времени, они были слишком малы для установленной батареи, и последующие проекты были склонны увеличивать промежутки между пушками в батарейной палубе, уменьшая их число на 2. Кроме того, возникло мнение что французские фрегаты быстрее, и потому стали расти относительное удлинение и абсолютная длина, вразрез с короткими корпусами, столь любимыми на британских верфях за прочность и манёвренность.
Эта политика, принятая Адмиралтейством при лорде Спенсере, выразилась в быстрых переменах конструкции и большом количестве одиночных, экспериментальных кораблей, настолько что к Амьенскому миру стандартный тип 18-фунтового фрегата не сложился. К тому же ставший в 1801 Первым лордом Сент-Винсент, следуя убеждению что рост размеров расточителен, вернулся к строительству небольших кораблей.

### «Большой», или «тяжёлый» фрегат[6]

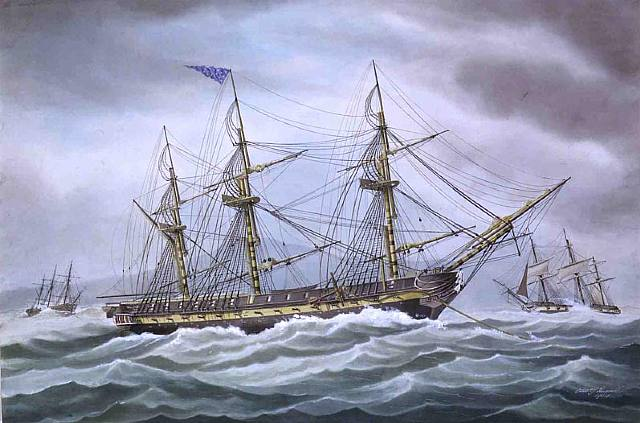
USS President (1800) — типичный супер-фрегат

Соединённые Штаты первыми стали строить супер-фрегаты, вооружённые главной батареей из 24-фунтовых пушек. Причин тому было несколько. Во-первых, в ту эпоху они не имели многочисленного флота, а линейных кораблей не имели вовсе. Когда Конгресс, с большим скрипом, одобрял строительство новых кораблей, их старались сделать индивидуально сильнее эквивалентного корабля любой другой страны. Во-вторых, из-за малочисленности, у США была возможность вложить в каждый из кораблей самые лучшие — и гораздо более дорогие — материалы, не заботясь об их экономии. Наконец, кроме чисто практических соображений, это был и вопрос престижа.
Самый знаменитый из них — это USS Constitution. Именно его толстый и прочный корпус, щедро сделанный из лучшего, многолетней выдержки дуба, заслужил ему прозвище англ. Old Ironsides — ядра просто отскакивали от него там, где вполне пробивали другие фрегаты.
С начала Революционной войны 1793 года ходили слухи о больших 24-фн фрегатах, переделанных французами из линейных кораблей срезанием одного дека. По-французски тип назывался rasée, то есть «сбритый», «срезанный». Они и вдохновили Хамфриса на создание класса Constitution. В 1794 и британцы срезали три старых 64-пушечных: HMS Anson, HMS Magnanime и HMS Indefatigable, сохранив главную батарею.
Успехи американских фрегатов подтолкнули Адмиралтейство к строительству чего-то крупнее чем стандартный «большой» 38-пушечный 18-фн фрегат. Новые корабли, во главе с HMS Endymion и HMS Acasta, были крупными по британским меркам (1200 и 1100 тонн соответственно), но все же заметно уступали 1500-тонным американским.
Британские фрегаты не дали желаемой отдачи на столь серьёзные затраты. Они были сочтены слишком дорогими и недостаточно выгодными для своего размера. Изо всех фрегатов, они были наиболее подвержены конструктивным проблемем. 24-фн пушки не только расшатывали корпус. Обнаружилось, что они тяжелы в обслуживании на валкой палубе фрегата. В британском флоте утвердилось мнение, что превосходство 24-фн батареи не так уж велико, что и привело вначале к недооценке американских 44-пушечных противников. При этом моряки упускали из виду, что тяжелая батарея покажет себя куда лучше на большой, более устойчивой платформе.
Среди всех «супер-фрегатов» 1790-х звездой стал Endymion. Он был очень быстр, хорошо слушался руля и мог в случае надобности нести 24-фн пушки. Он был хорош настолько, что служил образцом даже для экспериментальных эскадр 1830-х годов. Два примерно похожих корабля были трофейные Forte и L’Egyptienne. Первый был потерян так быстро, что с него не успели сделать чертежи. Второй, захваченный в Александрии в 1801, оказался так слаб корпусом, что после 1807 был переведён на рейдовую службу. Так что когда начались поиски противовеса американским успехам 1812-1813 годов, естественно вспомнили про Endymion. Сам он был не готов в море немедленно, так как нуждался в ремонте «между средним и большим», но по его окончании в мае 1813 был вооружён исходной 24-фн батареей и отправился на Северо-американскую станцию. Тем временем, с него как единственного прототипа стали делать 40-пушечные фрегаты. Имея только 26 портов на батарейной палубе он, в отличие от американских проектов, не нес пушек, способных стрелять вперед. Поэтому в последующие корабли удалось втиснуть по 28 портов.
Постройка из сосны сделала корпуса легче, и в результате жестче. Но в данном случае это позволяло нести большую нагрузку, то есть оказалось преимуществом. Батарейные палубы от этого были тесны, зато корабли не имели проблем с остойчивостью. После доводки они стали прекрасными ходоками, пусть и не такими как сам Endymion. К середине января 1813 пять были заказаны, три планировалось иметь к июлю. Все строились на верфи сэра Роберта Виграма, и составили тип номинально 40-пушечных. Головным был HMS Forth.
Несмотря на скорость постройки из сосны, Адмиралтейство хотело ещё более оперативной реакции. Очевидным шагом было возрождение типа rasée. Командующий Североамериканской станции адмирал сэр Джон Борлэз Уоррен в январе запросил перестройку «шести-семи быстрых линейных». В кои веки Адмиралтейство могло с удовлетворением сообщить, что предвидело запрос и уже действует. На самом деле, осуществлялось предложение капитана Хейса от ноября 1812. По исходному замыслу он предлагал перестроить 64-пушечные, но к тому времени все они были слишком изношены, и в резерве их было мало. Вместо этого Адмиралтейство решило срезать быстрые 74-пушечные из «обычных», и выбрало три: HMS Majestic, HMS Goliath, HMS Saturn, чем спасло их от бесславной роли плавучих тюрем.
Сама перестройка мало напоминала 1794 год. Эти rasées не имели шлюпочных колодцев, и официально считались «промежуточными между фрегатом и линейным». Сохранился заметный ют с планширами, главная батарея в двадцать восемь 32-фн пушек, а на сплошной верхней палубе столько же 42-фн карронад, установленных по-новому: на полозья со шкворнем, что по замыслу должно было уменьшить отдачу и ускорить перезаряжание.

## Роль и место
При том, что фрегаты строились под две основные роли: разведка для флота и самостоятельное крейсерство, они оказались настолько универсальны, что встречались везде и повсюду: в блокаде, в защите торговли, при поддержке десантов, в качестве летучих отрядов при преследовании и даже, для более сильных, в передовых боях с целью сковать и задержать линейные корабли. Часто случалось, что фрегат был старшим на удалённой станции или флагманом конвоя.
С точки зрения использования, появление 18-фн фрегата сделало его 12-фн собрата второклассным. Но такова была нехватка 18-фунтовых, что некоторые «меньшие братья» оказались на ключевых ролях. В элитную эскадру Уоррена в середине 1790-х входил HMS Concorde Страчана — большой 12-фн, 36-пушечный фрегат, в прошлом французский. Такие корабли сохранили популярность благодаря отличным ходовым качествам, хотя считались слишком непрочными для тягостей ближней блокады. Вообще же для службы при флоте они были менее популярны, особенно когда на фрегаты стали смотреть как на средство сковывания боем, как например, когда Стрэчен уничтожил отряд Дюмануара после Трафальгарского боя.
По ходу войны, с появлением больших количеств 18-фн фрегатов, возникла тенденция переводить 12-фунтовые на дальние, малозначимые станции. Несколько оказались в Северном море, — традиционно сиротском среди прочих — но все больше попадали в Ост- и особенно в Вест-индию, где они по-прежнему были сильнее любого приватира — традиционной угрозы торговле.

## Другие страны

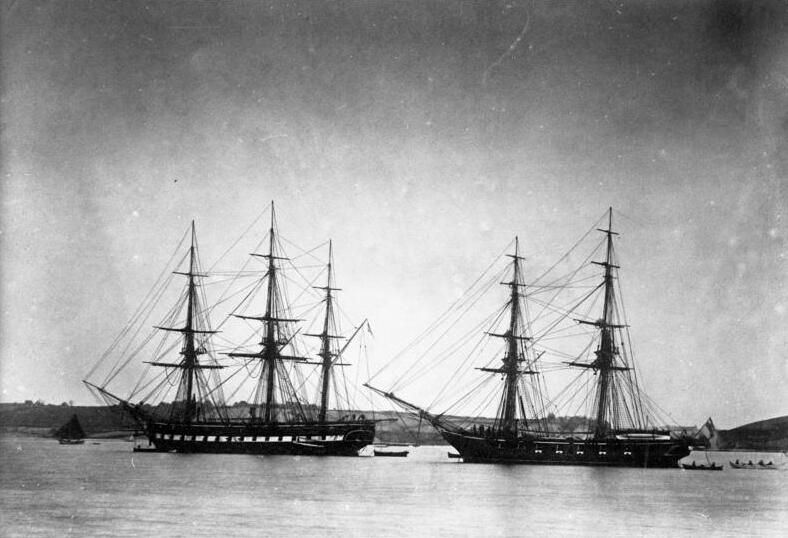
Немецкий фрегат Gefion и учебный бриг Rover, 1843

Идея «супер-фрегата» (специальной постройки или rasée) нашла много сторонников за пределами Англии. Самыми первыми и наиболее последовательными были Соединённые Штаты. Франция тоже охотно шла этим путём. Все эти изменения дали ощутимый эффект после 1815 года.
Но введение сплошной верхней палубы и установка на ней полной батареи (считается, что первым так был вооружён USS Constitution в 1814) смешали традиционные различия между фрегатом и двухдечным кораблём.
Прошло очень немного времени, и подобные корабли появились у Турции, Австрии, Швеции и Дании, а чуть позже России. Стали говорить о «двухдечных фрегатах». Не помогали уже и обозначения по числу пушек: появились тяжёлые бомбические орудия, стрелявшие разрывными снарядами, и нарезные орудия большой дальнобойности, но из-за огромного веса корабль мог нести их соответственно меньше. В 1840-х годах наблюдается уже заметное размывание типа фрегата. В пятый ранг стали включать и другие корабли.